# حفاظت از کنار جاده
حفاظت از کنار جاده یک استراتژی حفاظت در استرالیا و سایر کشورها است که در آن گیاهان و کنارراه سبز جاده‌ها محافظت یا بهبود می‌یابند. هدف کلی این است که میزان گونه‌های گیاهی بومی حفظ یا افزایش یابد؛ به‌ویژه در مناطقی که این اقدامات منجر به افزایش ارزش حفاظتی می‌شود، مانند فراهم کردن غذا یا زیستگاه برای جانوران بومی نادر یا در معرض خطر.
این مناطق معمولاً به‌عنوان نوارهای سبز و کمربندهای طبیعی در کنار راه‌ها عمل می‌کنند و اهمیت زیادی برای حفظ تنوع زیستی، به‌ویژه در مناطق شهری و اطراف آن‌ها دارند.
هدف اصلی حفاظت حاشیه جاده‌ای، حفظ و افزایش تعداد گونه‌های گیاهی بومی است. گیاهان بومی آن دسته از گیاهانی هستند که به صورت طبیعی در یک منطقه رشد کرده‌اند و به اکوسیستم محلی آنجا وابسته‌اند. حفظ این گیاهان باعث می‌شود اکوسیستم‌های طبیعی منطقه پایدار باقی بمانند و عملکردهای اکولوژیکی مهمی مانند حفظ خاک، چرخه مواد مغذی و تنظیم آب در این مناطق به خوبی انجام شود. علاوه بر این، این مناطق نقش مهمی در تأمین غذا و زیستگاه برای جانوران بومی، به ویژه گونه‌های کمیاب، نادر و در معرض خطر انقراض دارند.
یکی از نکات مهم در حفاظت حاشیه جاده‌ای این است که این مناطق معمولاً کمتر تحت فشار توسعه‌های شهری و کشاورزی قرار دارند و می‌توانند به عنوان کریدورهای زیستی برای حیوانات و گیاهان عمل کنند. این کریدورها به گونه‌ها اجازه می‌دهند که بین مناطق مختلف حرکت کنند و ارتباط ژنتیکی خود را حفظ کنند که این امر برای بقای بلندمدت جمعیت‌های حیات‌وحش ضروری است.
علاوه بر این، حفاظت و بهبود زیستگاه‌های حاشیه جاده‌ای می‌تواند به کنترل فرسایش خاک کمک کند، کیفیت هوا را بهبود دهد و منظره‌های طبیعی زیبا و آرامش‌بخشی را برای افرادی که در نزدیکی جاده‌ها زندگی می‌کنند یا سفر می‌کنند، فراهم آورد. این استراتژی معمولاً شامل حذف گیاهان غیربومی و مهاجم، کاشت گونه‌های بومی، مدیریت علف‌های هرز و بهبود شرایط زیستگاهی برای جانوران است.
در نهایت، حفاظت حاشیه جاده‌ای نمونه‌ای از رویکردهای پایدار و مبتنی بر طبیعت است که می‌تواند همزمان با توسعه زیرساخت‌های جاده‌ای و حمل‌ونقل، به حفظ تنوع زیستی و ارتقای کیفیت محیط زیست کمک کند. این رویکرد نیازمند همکاری بین سازمان‌های دولتی، محلی، جوامع و کارشناسان محیط زیست است تا بتواند به بهترین شکل اجرا شود و نتایج مثبتی برای محیط زیست و جامعه داشته باشد.

## مسائل
مزایای بالقوه استراتژی‌های حفاظت از حاشیه جاده می‌تواند شامل موارد زیر باشد:
- حفظ تنوع زیستی کنار جاده‌ها[۱]
- حفظ مسیرهای موجود برای حرکت و زیستگاه جانوران[۲]
- حفظ بقایای پوشش گیاهی بومی در مجاورت محیط‌های ساخته دست بشر[۳]

مشکلات مربوط به نگهداری از کنار جاده‌ها عبارتند از
- حذف، بریدن پوشش گیاهی بومی[۴]
- مغایرت با ایمنی جاده، مانند رشد شاخ و برگ که دید کاربران جاده را محدود می‌کند
- بار کاری ناشی از وسعت کناره‌های جاده (یعنی طول زیاد)[۵]

## استرالیای غربی
شناخت رسمی اهمیت ذخایر حاشیه جاده‌ای در دهه ۱۹۶۰ به‌ویژه در ایالت استرالیای غربی شکل گرفت. در آن زمان، دیوید برند، نخست‌وزیر استرالیای غربی، با درک ارزش اکولوژیکی و زیست‌محیطی این مناطق، دستور داد که تمام جاده‌های جدیدی که در این ایالت ساخته می‌شوند، باید دارای حاشیه یا ذخیره‌ای با عرض حداقل ۴۰ متر بیشتر از فضای مورد نیاز صرفاً برای حمل‌ونقل باشند. این اقدام نوآورانه باعث شد تا فضای کافی برای حفاظت از گیاهان بومی، زیستگاه‌های جانوران و حفظ تنوع زیستی در کنار جاده‌ها در نظر گرفته شود و از تخریب این نواحی طبیعی جلوگیری شود. پیش از این، بیشتر توجه صرفاً به بخش‌های فنی و مهندسی جاده‌ها معطوف بود و کم‌تر به تأثیرات زیست‌محیطی و اکولوژیکی ساخت جاده‌ها توجه می‌شد. اما تصمیم دیوید برند باعث شد تا این نگرش تغییر کند و ذخایر حاشیه جاده‌ای به عنوان بخشی مهم از طراحی و برنامه‌ریزی جاده‌ها شناخته شوند. ایجاد حاشیه‌های وسیع‌تر در کنار جاده‌ها این امکان را فراهم کرد که گیاهان بومی بتوانند در این مناطق رشد کنند، حیوانات بتوانند زیستگاه و مسیرهای امنی برای حرکت داشته باشند و در نتیجه، به حفظ و افزایش تنوع زیستی کمک شود. این اقدام همچنین به کاهش تخریب زیستگاه‌ها در اثر توسعه زیرساخت‌های حمل‌ونقل کمک کرد و توجه عمومی و مسئولان به اهمیت مناطق طبیعی حاشیه جاده‌ها را افزایش داد.